# 磯子駅
磯子駅（いそごえき）は、神奈川県横浜市磯子区森一丁目にある、東日本旅客鉄道（JR東日本）根岸線の駅である。駅番号はJK 06。

## 歴史
- 1964年（昭和39年）
  - 5月19日：日本国有鉄道（国鉄）根岸線が桜木町駅から延伸開通し、その終着駅として開業[4]。
  - 6月1日：高島線全通に伴い貨物取扱を開始[1]。
- 1970年（昭和45年）3月17日：根岸線が洋光台駅まで延伸[4]。
- 1976年（昭和51年）5月21日：みどりの窓口の営業を開始[5]。
- 1986年（昭和61年）11月1日：貨物取扱を廃止[1]。貨物ホームの他に日清サラダ油横浜磯子事業場へ続く専用線も存在していた。
- 1987年（昭和62年）4月1日：国鉄分割民営化に伴い、東日本旅客鉄道（JR東日本）の駅となる[1]。
- 1993年（平成5年）9月30日：自動改札機を設置し、供用開始[6]。
- 1997年（平成9年）7月：特急はまかいじ号が磯子駅発着まで延伸。2001年から2002年11月までは鎌倉駅まで延伸される。以降は横浜駅発着に戻るが、本駅まで回送後折り返され横浜駅へ向かう。
- 2000年（平成12年）11月2日：改札内にエスカレーターとエレベーターが設置される。
- 2001年（平成13年）
  - 10月26日：西口に駅ビル完成[7][8]。
  - 11月18日：ICカード「Suica」の利用が可能となる[7]。
- 2020年（令和2年）
  - 7月17日：みどりの窓口が営業を終了[2][3]。
  - 8月31日：話せる指定席券売機を導入[2][3]。
- 2025年（令和7年）6月13日：スマートホームドアの使用を開始[9]。

## 駅構造

### 配線
島式ホーム1面2線を有する地上駅。折返し用線路（引上げ線）が新杉田方(下中)と根岸方(上中)にそれぞれ設けられており、そのうち後者は主に留置線の出入り用に使われる。北東側には、11本の留置線(電留1-11番)を持つ鎌倉車両センター磯子派出所が広がっている。
かつては駅の海側に1面1線の貨物ホームが存在していた。1986年11月に使用停止となった後に大半が撤去され、現在は駐車場や住宅などになっている。残されたその線路の一部が着発線・保線用に各1本、工事臨時列車の発着と荷役・保線作業車の留置などに使用されている。そのうち着発線用は、2011年時点で駅構内の信号機が使用停止となっているため、側線として機能している。
京浜東北線系統（根岸線）の列車の約3分の1が当駅始発・終点となっている。1987年4月1日時点では、横浜線系統で当駅・大船駅まで乗り入れる列車が朝晩を除く時間帯に設定されており、2018年現在では朝晩に数本設定されている。

### 駅機能
桜木町統括センターが管理する直営駅であり、JRの特定都区市内制度における「横浜市内」の駅である。
開業当初からの橋上駅舎を持つが、後に改装されており、外観は開業当初と比べると大きく変化している。
駅舎内に1つ改札口がある。改札口付近に、自動券売機・話せる指定席券売機・自動精算機、みずほ銀行ATMなどが設置されており、ここから西側に3つの出口が開けているほか、東側には橋が延びて出口となっている。
駅構内店舗には、改札を出て右手すぐ西口側にBECK'S COFFEE SHOPとNewDays mini磯子1号店とがある。
トイレはホーム大船方の先端にある。また、コンコースの改札口付近に多機能トイレも設置されている。
当駅止まりの列車の車内点検を行うため、駅社員が常駐する駅務室がホーム上に設けられており、ここで忘れ物の取扱も行われている。

### のりば
| 番線 | 路線   | 方向 | 行先                       | 備考           |
| ---- | ------ | ---- | -------------------------- | -------------- |
| 1    | 根岸線 | 上り | 根岸・横浜・東京・大宮方面 | 京浜東北線直通 |
| 1    | 横浜線 | -    | 新横浜・町田・八王子方面   | 朝晩のみ運転   |
| 2    | 根岸線 | 下り | 新杉田・港南台・大船方面   |                |

（出典：JR東日本:駅構内図）

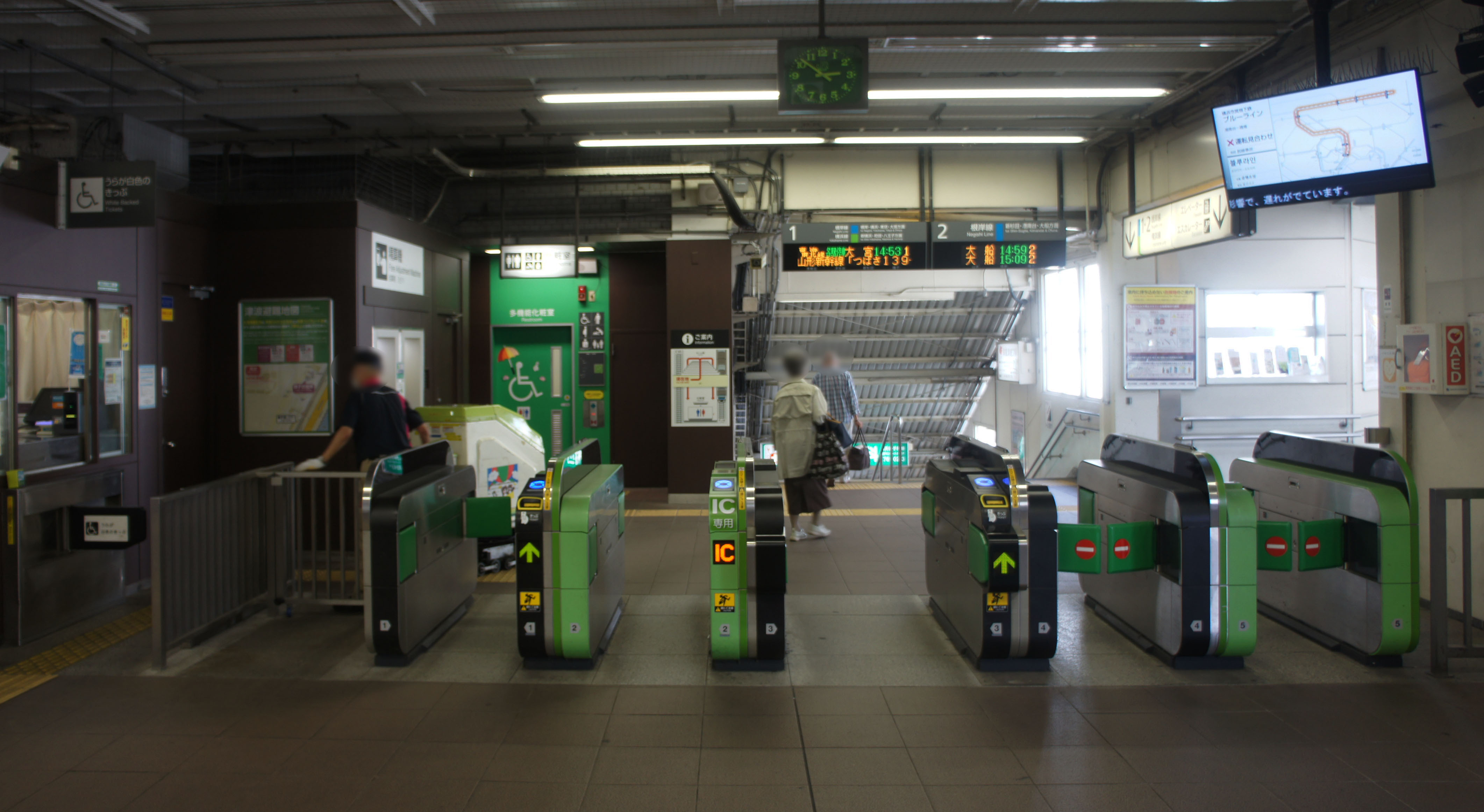
改札口（2019年6月）
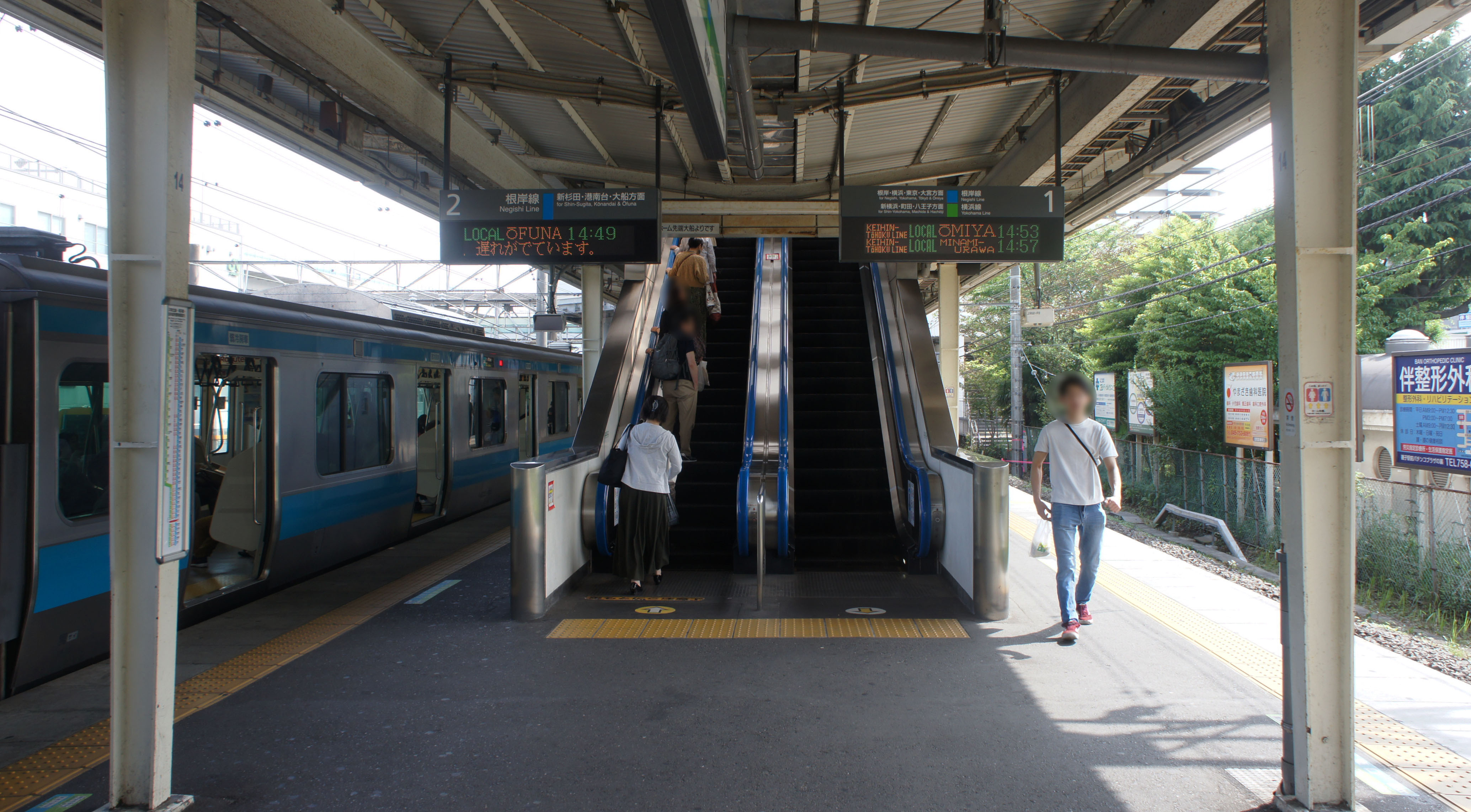
ホーム（2019年6月）

## 利用状況
2023年度（令和5年度）の1日平均乗車人員は17,530人である。根岸線内では山手駅に次いで2番目に少ない。
1991年度（平成3年度）以降の推移は下表の通り。
| 年度               | 1日平均 乗車人員 |
| ------------------ | ---------------- |
| 1991年（平成03年） | 23,961           |
| 1992年（平成04年） | 24,286           |
| 1993年（平成05年） | 24,289           |
| 1994年（平成06年） | 23,813           |
| 1995年（平成07年） | 23,658           |
| 1996年（平成08年） | 23,576           |
| 1997年（平成09年） | 23,268           |
| 1998年（平成10年） | 22,811           |
| 1999年（平成11年） | 21,934           |
| 2000年（平成12年） | 21,112           |
| 2001年（平成13年） | 20,876           |
| 2002年（平成14年） | 20,272           |
| 2003年（平成15年） | 20,199           |
| 2004年（平成16年） | 19,367           |
| 2005年（平成17年） | 19,085           |
| 2006年（平成18年） | 19,120           |
| 2007年（平成19年） | 19,047           |
| 2008年（平成20年） | 18,960           |
| 2009年（平成21年） | 18,675           |
| 2010年（平成22年） | 18,456           |
| 2011年（平成23年） | 18,256           |
| 2012年（平成24年） | 18,215           |
| 2013年（平成25年） | 18,703           |
| 2014年（平成26年） | 19,435           |
| 2015年（平成27年） | 20,183           |
| 2016年（平成28年） | 20,160           |
| 2017年（平成29年） | 20,260           |
| 2018年（平成30年） | 20,282           |
| 2019年（令和元年） | 20,199           |
| 2020年（令和02年） | 15,648           |
| 2021年（令和03年） | 15,632           |
| 2022年（令和04年） | 16,630           |
| 2023年（令和05年） | 17,530           |

## 駅周辺
官公庁・公共施設・金融機関
- 磯子区総合庁舎
  - 磯子区役所
  - 横浜市磯子図書館
  - 磯子公会堂
- 康心会汐見台病院 - バス利用
- 久良岐公園 - 桜の名所。バス利用。
  - 久良岐能舞台
- 磯子郵便局
- スルガ銀行 横浜磯子支店
- かながわ信用金庫 磯子支店

交通

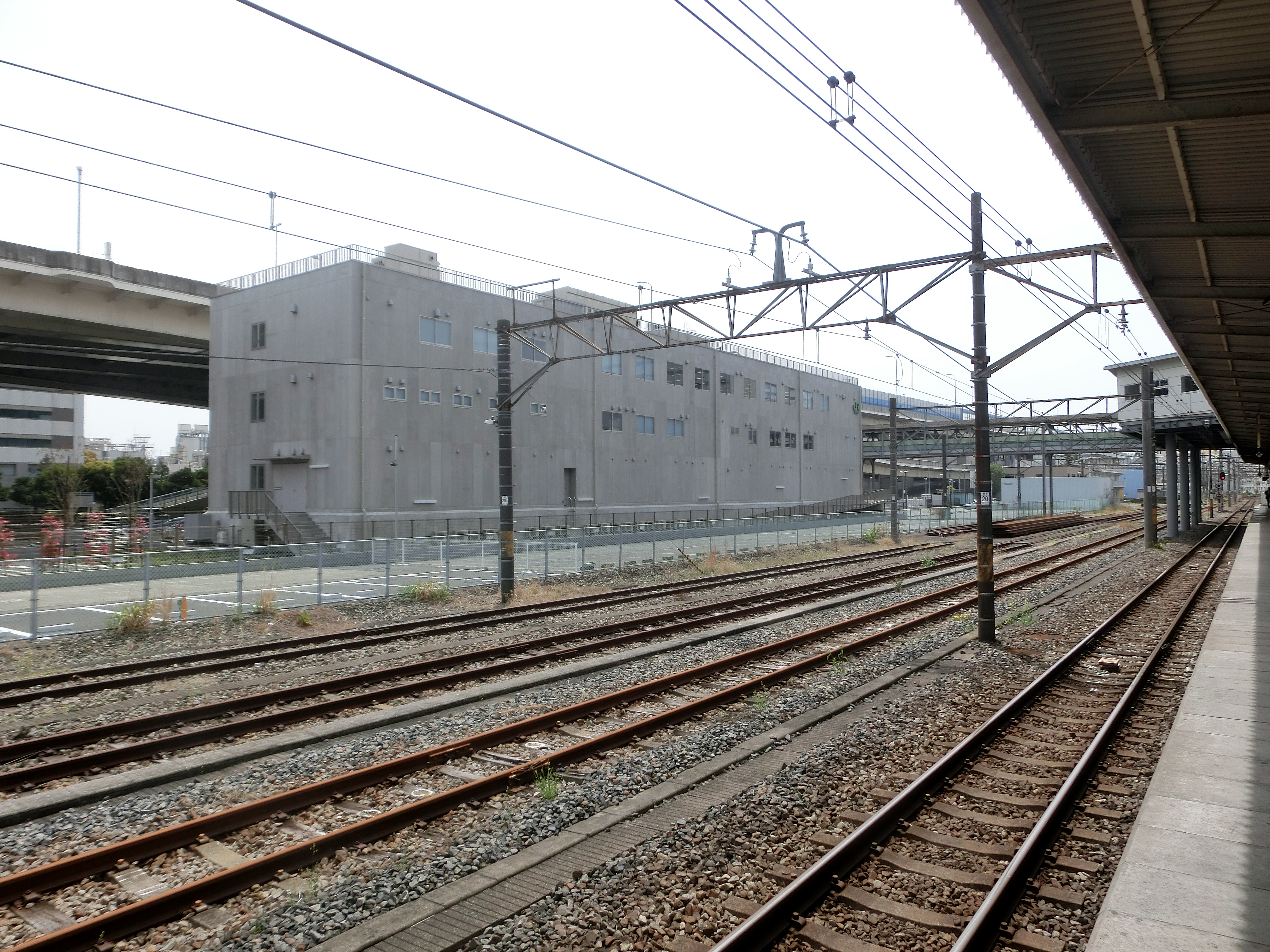
JR東日本横浜運輸区

- 東日本旅客鉄道横浜運輸区 - 2016年3月に開設。
- 屏風浦駅（京浜急行電鉄本線）
- 横浜市営バス磯子営業所（横浜交通開発磯子営業所）
- 神奈川都市交通 磯子営業所
- 磯子出入口（首都高速湾岸線）
- 国道16号
- 国道357号
- 環状2号線

店舗
- ピーコックストア 磯子店
- ヨークマート 磯子店
- スズキヤ 磯子店
- ヤオコー磯子店
- 横浜家系ラーメン壱六家
- サイゼリヤ磯子店
- NewDays磯子1号店
- BECK'S COFFEE SHOP磯子店
- コナミスポーツクラブ磯子店

私有施設等
- 東芝生産技術研究所
- 日清オイリオグループ 横浜磯子事業場
- 東京ガス 根岸LNG基地
- 東京ガスLPGターミナル
- 東京液化酸素工場
- 旭紙業 横浜工場
- JERA（旧・東京電力） 南横浜火力発電所
- 電源開発 磯子火力発電所

## バス路線
西口バスターミナルの「磯子駅」と、東口の湾岸道路上に設置されている「磯子駅東口」の二つの乗り場がある。
| のりば         | 運行事業者     | 系統・行先                                  | 備考                             |
| 磯子駅         | 磯子駅         | 磯子駅                                      | 磯子駅                           |
| -------------- | -------------- | ------------------------------------------- | -------------------------------- |
| 1              | 横浜市営バス   | - 10：峰の郷 - 293：磯子台団地循環          |                                  |
| 1              | 江ノ電バス     | - D4：洋光台駅 - D45：松之内                | 「D45」は夜間のみ運行            |
| 2              | 横浜市営バス   | - 64：港南台駅・上大岡駅 - 78：根岸駅前     |                                  |
| 3              |                |                                             |                                  |
| 横浜交通開発   | 70：汐見台循環 |                                             |                                  |
| 神奈川中央交通 | 60：蒔田駅循環 |                                             |                                  |
| 5              | 横浜市営バス   | 9・58・85・113：磯子車庫前                  |                                  |
| 6              | 京浜急行バス   | 磯6：上大岡駅                               |                                  |
| 7              | 京浜急行バス   | 4：追浜車庫・追浜駅・金沢文庫               | 追浜駅・金沢文庫行は平日のみ運行 |
| 8              | 京浜急行バス   | - 110：杉田平和町 - 磯6：杉田               |                                  |
| 8              | 横浜交通開発   | 61：入国管理局                              |                                  |
| 10             | 横浜市営バス   | 113・327（急行）：桜木町駅                  | 「327」は平日朝のみ運行          |
| 10             | 京浜急行バス   | 110：横浜駅                                 |                                  |
| 11             | 横浜市営バス   | 9：保土ケ谷駅東口・滝頭                     | 滝頭行は夜のみ運行               |
| 12             | 横浜市営バス   | 58：桜木町駅・小港橋・みなと赤十字病院      | 小港橋行は最終便のみ             |
| 磯子駅東口     |                |                                             |                                  |
| －             | 横浜市営バス   | 85：南部水再生センター・東京ガス / 磯子車庫 | 磯子車庫行は休日1便のみ          |

## その他

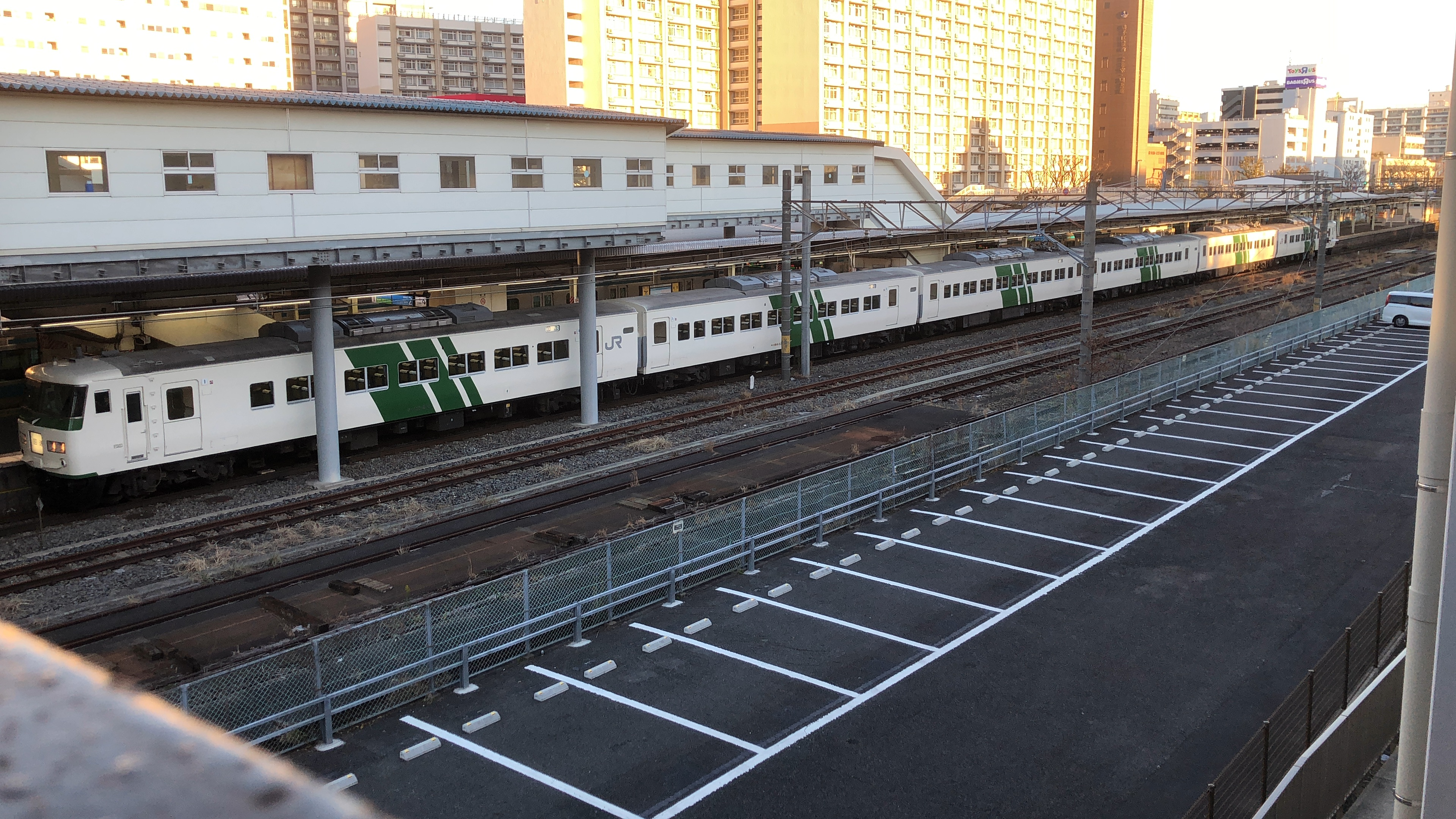
本駅引上中線で折り返し横浜駅へ向かう特急はまかいじ号の回送列車(2019年1月)

- 当駅止まりの列車には遅い到着時刻の列車が多数あるため、深夜帯には駅前にタクシー待ちの行列ができ、下り終電時刻である平日の深夜1時頃には大船方面に向かう客目当てのタクシーの列が数百メートルにわたって続く。乗客の行列は、タクシー乗り場から階段、さらには改札口付近まで延びることも珍しくない。この周辺は鉄道に加えて自宅近くまでバスなどの交通手段を必要とする土地柄のためで、これは根岸線沿線のほとんどの駅にも当てはまる。なお、当駅からはかつて市電保存館行の深夜バスも運行されていた。
- かつては駅付近の丘の上に横浜プリンスホテルがあり、駅ホームから見上げることができた。1953年7月1日に開業、2006年6月30日に閉鎖。現在は分譲マンションとなっている。
- 根岸線開通以前は、磯子区の行政・商業の中心は磯子駅と根岸駅の中間の浜バス停から堀割川の八幡橋にかけての一帯であった。区役所は1967年3月に磯子駅前の浜小学校跡に移転したが[4]、磯子警察署・磯子消防署・横浜銀行磯子支店・りそな銀行磯子支店、商店街（浜マーケット）などはこのエリアに位置する。（磯子#磯子一 - 三丁目の項も参照）
- 主に土日曜に運転され横浜と松本を結んでいた、臨時特急はまかいじ号は当駅まで回送され、新杉田方の中線で折り返していた。1999年7月から2002年11月まで磯子駅で客扱いもしていた（このうち2001年9月までは磯子発着、2001年10月以降は大船を経由し鎌倉発着であった）。

## 隣の駅
東日本旅客鉄道（JR東日本）
 根岸線
■快速・■■各駅停車
根岸駅 (JK 07) - 磯子駅 (JK 06) - 新杉田駅 (JK 05)

### 記事本文
1. 1 2 3 4  石野哲 編『停車場変遷大事典 国鉄・JR編』 II（初版）、JTB、1998年10月1日、79頁。ISBN 978-4-533-02980-6。
2. 1 2 3  “駅の情報（磯子駅）：JR東日本”.   東日本旅客鉄道. 2020年6月20日時点のオリジナルよりアーカイブ。2020年6月20日閲覧。
3. 1 2 3  “「駅業務執行体制の再構築」について提案を受ける!!” (PDF).   JR東労組横浜地本 (2020年6月16日). 2020年6月17日時点のオリジナルよりアーカイブ。2020年6月17日閲覧。
4. 1 2 3  “磯子区歴史年表 昭和21年～昭和45年”.   磯子区総務部区政推進課 (2019年1月9日). 2024年2月14日閲覧。
5. ↑  「根岸線磯子駅に「みどりの窓口」」『交通新聞』交通協力会、1976年5月18日、2面。
6. ↑  「JR年表」『JR気動車客車編成表 '94年版』ジェー・アール・アール、1994年7月1日、186頁。ISBN 4-88283-115-5。
7. 1 2  「JR年表」『JR気動車客車編成表 '02年版』ジェー・アール・アール、2002年7月1日、186頁。ISBN 4-88283-123-6。
8. ↑  コンビニとコーヒー店のスペースを増設したものである。
9. ↑  『2025年度のホームドア整備計画について』（PDF）（プレスリリース）東日本旅客鉄道、2025年3月3日。2025年3月3日閲覧。
10. ↑  交通公社の時刻表　1987年4月号復刻版
11. ↑  神奈川県県勢要覧
12. ↑  横浜市統計書 - 横浜市
13. ↑  線区別駅別乗車人員（1日平均）の推移 (PDF)  - 18ページ

### 利用状況
JR東日本の2000年度以降の乗車人員
1. ↑  各駅の乗車人員（2000年度） - JR東日本
2. ↑  各駅の乗車人員（2001年度） - JR東日本
3. ↑  各駅の乗車人員（2002年度） - JR東日本
4. ↑  各駅の乗車人員（2003年度） - JR東日本
5. ↑  各駅の乗車人員（2004年度） - JR東日本
6. ↑  各駅の乗車人員（2005年度） - JR東日本
7. ↑  各駅の乗車人員（2006年度） - JR東日本
8. ↑  各駅の乗車人員（2007年度） - JR東日本
9. ↑  各駅の乗車人員（2008年度） - JR東日本
10. ↑  各駅の乗車人員（2009年度） - JR東日本
11. ↑  各駅の乗車人員（2010年度） - JR東日本
12. ↑  各駅の乗車人員（2011年度） - JR東日本
13. ↑  各駅の乗車人員（2012年度） - JR東日本
14. ↑  各駅の乗車人員（2013年度） - JR東日本
15. ↑  各駅の乗車人員（2014年度） - JR東日本
16. ↑  各駅の乗車人員（2015年度） - JR東日本
17. ↑  各駅の乗車人員（2016年度） - JR東日本
18. ↑  各駅の乗車人員（2017年度） - JR東日本
19. ↑  各駅の乗車人員（2018年度） - JR東日本
20. ↑  各駅の乗車人員（2019年度） - JR東日本
21. ↑  各駅の乗車人員（2020年度） - JR東日本
22. ↑  各駅の乗車人員（2021年度） - JR東日本
23. ↑  各駅の乗車人員（2022年度） - JR東日本
24. ↑  各駅の乗車人員（2023年度） - JR東日本